# 麻生邸見学ツアー逮捕事件
麻生邸見学ツアー逮捕事件（あそうていけんがくツアーたいほじけん）とは、東京都条例違反（無届デモ）及び公務執行妨害罪で3人のデモ参加者が現行犯逮捕され不起訴となった一連の出来事を指す。

## 概要

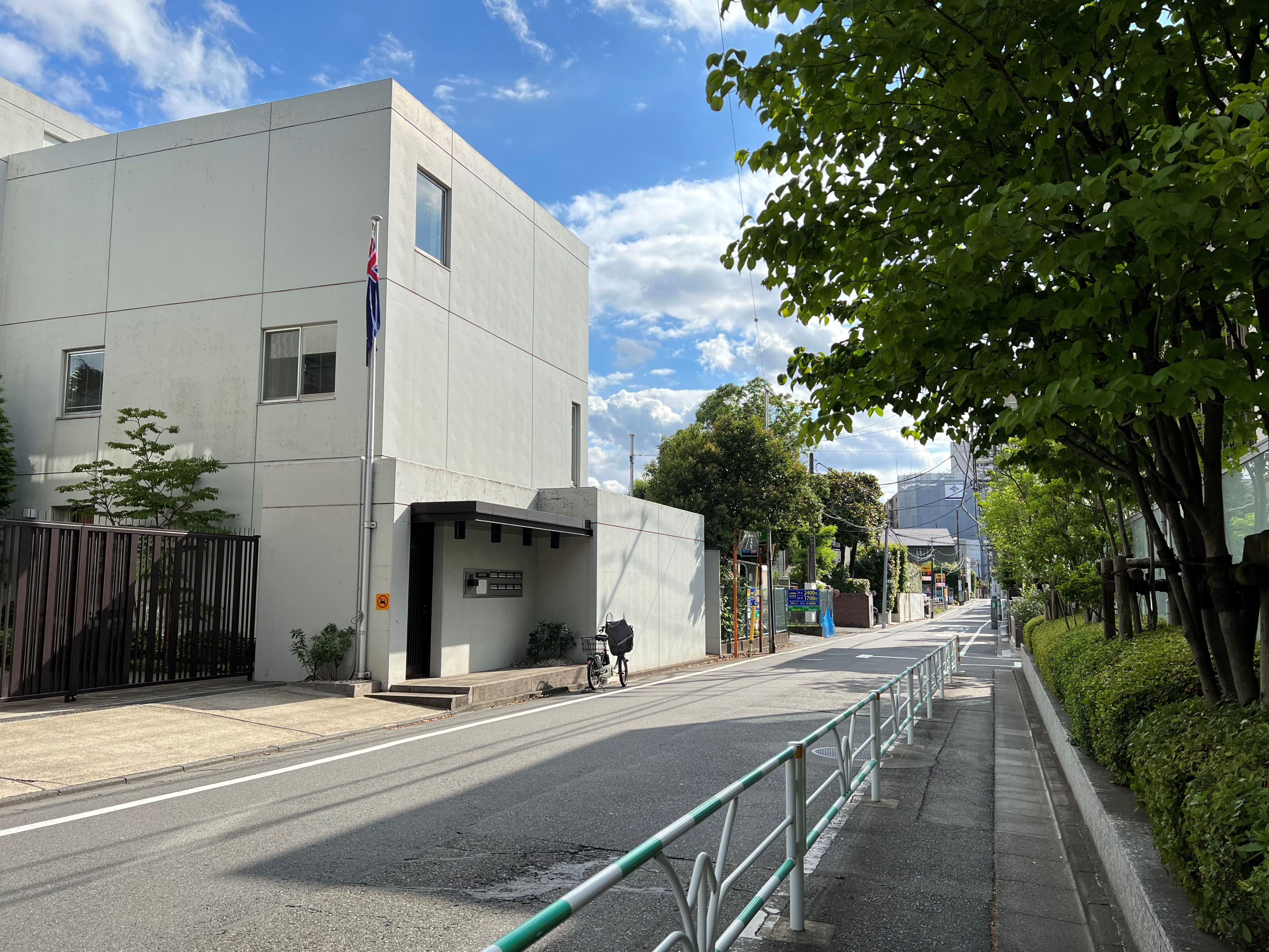
渋谷区神山町の街並み。左の白い建物がニュージーランド大使館、その奥の茶色い煉瓦塀が麻生邸の入口。

2008年9月24日、麻生太郎が内閣総理大臣に就任すると、「麻生首相のお宅拝見」を目的とするリアリティツアーや、2008年10月26日“麻生太郎内閣総理大臣の私邸を見学するツアー”が行われた。雨宮処凛のインタビューによれば、今回の活動に参加したフリーター全般労働組合は、麻生に対して「日教組批判をした中山成彬文部大臣の任命責任」「プレカリアートの生活改善のためベーシックインカムの要求」「戦争と貧困に引き摺りこんでいるアメリカへの戦争協力の中止」を求める団交を、事前に申し入れていたという。
一連の活動は、デモ活動を規制する東京都の「集会、集団行進及び集団示威運動に関する条例」（公安条例）に定める申請を行っておらず、東京都公安委員会の許可も得ていなかったことから、東京都渋谷区宇田川町の路上においてパネルを掲げていた参加者の一人が警視庁公安部公安二課に逮捕された。さらに、逮捕を妨害したとして、別の2名も公務執行妨害の疑いで逮捕された。

## 事件後の動き
デモの主催者らは「これは麻生氏の私邸に向かって歩くイベントでありデモには当らない。参加者が逮捕されたことは不当逮捕である」として抗議し、事件当時の様子を記録した映像を公開した。
主催者らは他にも、警視庁渋谷警察署警備課長と穏便に打ち合わせを行なっていたとする場面、逮捕前に私服警官が打ち合わせしている様子も公開している。
11月6日、逮捕された3人は起訴猶予処分により釈放された。
12月23日、週刊金曜日の執筆者である佐高信、鎌田慧、雨宮処凛らが参加した無届けの第二回麻生邸見学ツアーが開催されるが、デモ開始直後に「警察からの弾圧を受ける」と判断して解散した。
2008年10月29日、主催者側は「麻生でてこい！！リアリティツアー救援会」を結成。アジア女性資料センターなどの賛同を受け、逮捕された3人の釈放を要求する運動を開始した。また、雨宮処凛と湯浅誠が呼びかけ人となり「リアリティツアー不当逮捕へ抗議する文化人声明」が発表され、福島瑞穂、鎌田慧、上原公子、石坂啓などが賛同した。
2008年10月30日に鈴木宗男議員が「麻生太郎内閣総理大臣の自宅を見に行こうとしたデモ隊の逮捕勾留に関する質問主意書」を提出した。
同年11月13日には、衆議院第一議員会館にて「麻生邸拝見リアリティツアーの警察による強権的な逮捕を検証する!」と題した院内集会が行なわれ、国民新党の亀井静香衆議院議員と新党大地の鈴木宗男衆議院議員、作家の雨宮処凛が世話人として出席した。
元警察官僚の亀井は「詳細は知らないが」と前置きした上で「やりすぎでは。逮捕しなければ暴徒化するとも思えない。やってはいけない職権行為をしたのでは」と述べている。
2008年12月5日にも河村たかし衆議院議員が、「麻生首相のお宅拝見ツアー参加者の逮捕勾留に関する質問主意書」を提出しているが、答弁によると「いずれも警察の捜査の具体的な内容等に関するものであり、今後の警察活動に支障を及ぼすおそれがあることから、お答えは差し控えたい。」とし、「警視庁渋谷警察署長の指揮の下で、現場における混乱及び交通の危険の防止等のために必要な警備活動」であったと説明するに留めた。
2010年2月26日に、逮捕された3人らは国と東京都に対して計400万円の損害賠償を求めて東京地方裁判所に提訴した。弁護団には救援連絡センター運営委員である大口昭彦が参加している。2014年12月には一審原告敗訴、東京高等裁判所への即時控訴も2015年9月8日原告敗訴、最高裁判所への上告も2016年7月21日、三行決定で棄却した。